# Panunggangan Utara
Panunggangan Utara is een bestuurslaag in het regentschap Tangerang van de provincie Banten, Indonesië. Panunggangan Utara telt 20.393 inwoners (volkstelling 2010).